# Заслуженный экономист Республики Беларусь
«Заслуженный экономист Республики Беларусь» (бел. Заслужаны эканаміст Рэспублікі Беларусь) — почётное звание в Республике Беларусь. Присваивается по распоряжению Президента Республики Беларусь профессиональным экономистам за заслуги в развитии экономической науки и национальной экономики Беларуси.

## Порядок присваивания

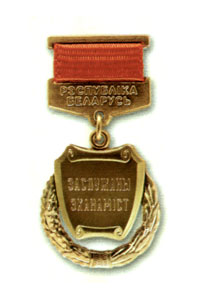
Изображение награды до 2020 года

Присваиванием почётных званий Республики Беларусь занимается Президент Республики Беларусь, решение о присвоении оформляется его указами. Государственные награды (в том числе почётные звания) вручает лично Президент либо его представители. Присваивание почётных званий Республики Беларусь производится на торжественной церемонии, государственная награда вручается лично награждённому, а в случае присваивания почётного звания выдаётся и свидетельство. Лицам, удостоенным почётных званий Республики Беларусь, вручают нагрудный знак.

## Требования
Почётное звание «Заслуженный экономист Республики Беларусь» присваивается экономистам и финансовым работникам государственных органов и других организаций, работающим по специальности не менее 15 лет, за заслуги в области экономики и финансов, в развитии экономической науки и подготовке кадров.